# Adalard el Senescal
Adalard o Alard, Adalhard, anomenat el Senescal, (mort després de 865), era un noble carolingi, fill del comte de parís Leutard I de Fézensac. Lligat als Giràrdides, era germà de Girard del Rosselló.
Va ser senescal de l'imperi carolingi en el regnat de Lluís I el Pietós però, al final de la vida d'aquest darrer, va prendre el partit dels fills de l'emperador contra el seu pare, després el dels fills segons Lluís el Germànic i Carles II el Calb contra el gran Lotari I. Va incitar d'altra banda a Carles el Calb a casar-se amb Ermentruda d'Orleans, filla de la seva germana Engeltruda de Fézensac i del comte Odó d'Orleans.
Després del repartiment de l'imperi el 843, al tractat de Verdun, va seguir Lluís el Germànic a Frància Oriental.
Compromès el 861, en el moment de la revolta de Carloman de Baviera contra el seu pare, va fugir de Germània amb els seus parents Udo, Berenguer I i l'abat Waldo per refugiar-se al tribunal de Carles el Calb, que els va donar la marca de Nèustria, amb la missió de defensar-la contra els normands mentre donava la marca de Nèustria contra els bretons a Robert el Fort (861).
Però aquest favor va suscitar la gelosia dels Rorgònides, implantats poderosament al Maine, que es van revoltar i es van unir a Salomó I de Bretanya. Per tal de portar la pau, Carles el Calb va retirar la marca de Nèustria a Adalard i als seus cosins (865) per donar-la al rorgònida Gausfred del Maine.

## Descendència
D'una esposa que de moment no és coneguda, va tenir tres fills:
- Esteve
- Una noia, promesa el 865 amb Lluís III d'Alemanya el Jove, fill de Lluís el Germànic
- Adalard,[2] Comte de metz († 890)